# Airco DH.10 Amiens
Airco DH.10 Amiens là một loại máy bay ném bom hạng trung hai động cơ của Anh, được chế tạo vào cuối Chiến tranh thế giới I. Nó được đưa vào biên chế một thời gian ngắn của RAF sau chiến tranh.

## Biến thể
Amiens I
Amiens II
Amiens III
Amiens IIIA
Amiens IIIC

## Quốc gia sử dụng

### Quân sự
Anh Quốc
- Không quân Hoàng gia

### Dân sự
Anh Quốc
- Aircraft Transport and Travel Ltd

 Hoa Kỳ

## Tính năng kỹ chiến thuật (Amiens IIIA)
Dữ liệu lấy từ The British Bomber since 1914
Đặc điểm tổng quát
- Tổ lái: 3
- Chiều dài: 39 ft 7⅓ in (12,08 m)
- Sải cánh: 65 ft 6 in (19,97 m)
- Chiều cao: 14 ft 6 in (4,42 m)
- Diện tích cánh: 837 ft² (77,8 m²)
- Trọng lượng rỗng: 5.750 lb (2.614 kg)
- Trọng lượng có tải: 8.500 lb [2] (3.863 kg)
- Trọng lượng cất cánh tối đa: 9.060 lb (4.118 kg)
- Động cơ: 2 × Liberty 12A kiểu động cơ piston V-12, 400 hp (298 kW)  mỗi chiếc

 Hiệu suất bay 
- Vận tốc cực đại: 114 kn (131 mph, 211 km/h)
- Trần bay: 19.000 ft (5.800 m)
- Tải trên cánh: 10,2 lb/ft² (49,7 kg/m²)
- Công suất/trọng lượng: 0,094 hp/lb (0,15 kW/kg)
- Lên độ cao10.000 ft: 11 phút
- Thời gian bay: 6 h

Trang bị vũ khí

- 1 hoặc 2 × súng máy Lewis .303 in (7,7 mm)
- 920 lb (417 kg) bom